# Repujado

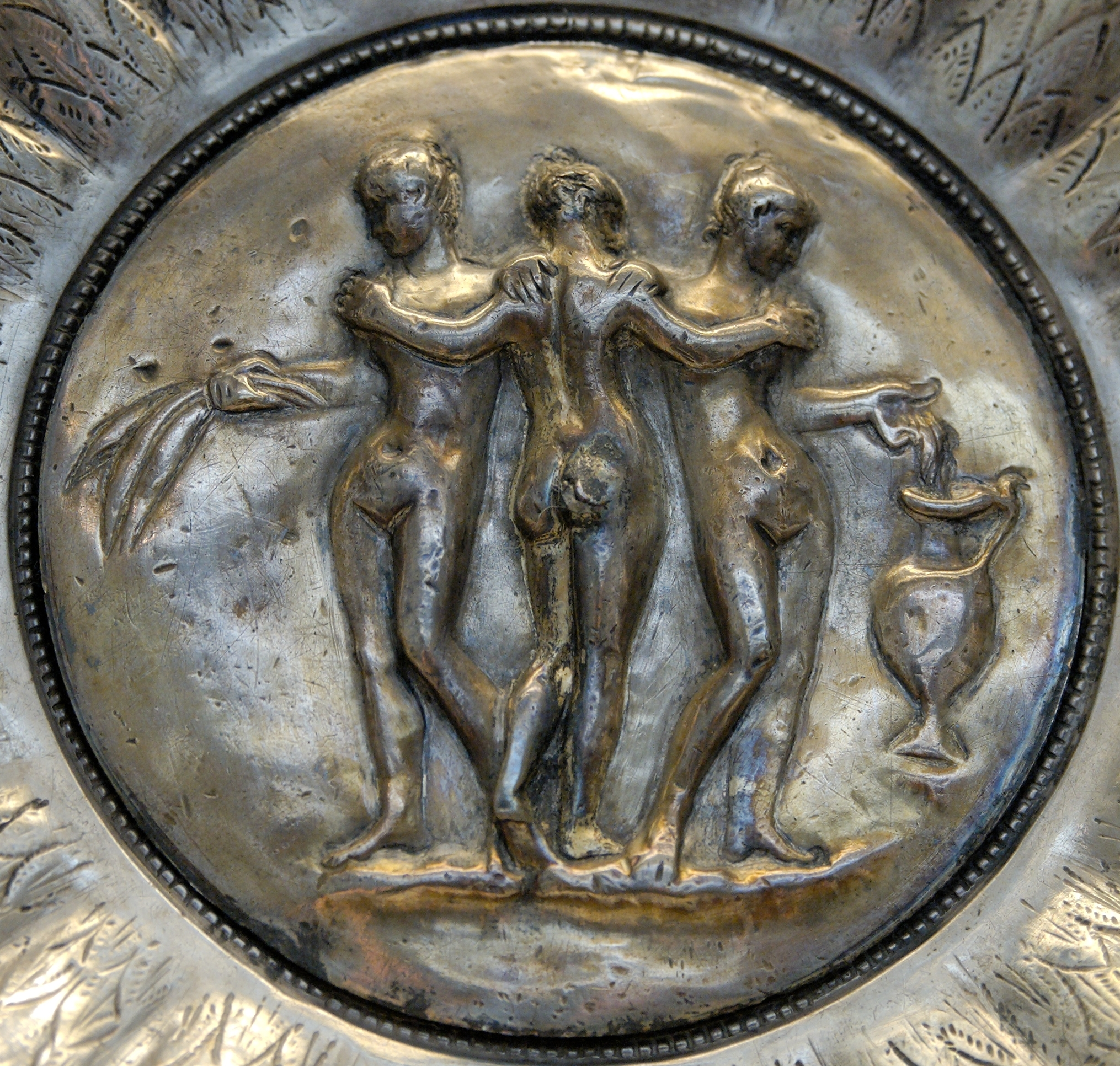
Medallón repujado con las Tres Gracias, en un aguamanil romano de 200-250 d. C.

El repujado es una técnica artesanal que consiste en trabajar planchas de metal, cuero u otros materiales maleables, para obtener una figura ornamental en relieve.

## Repujado en metales

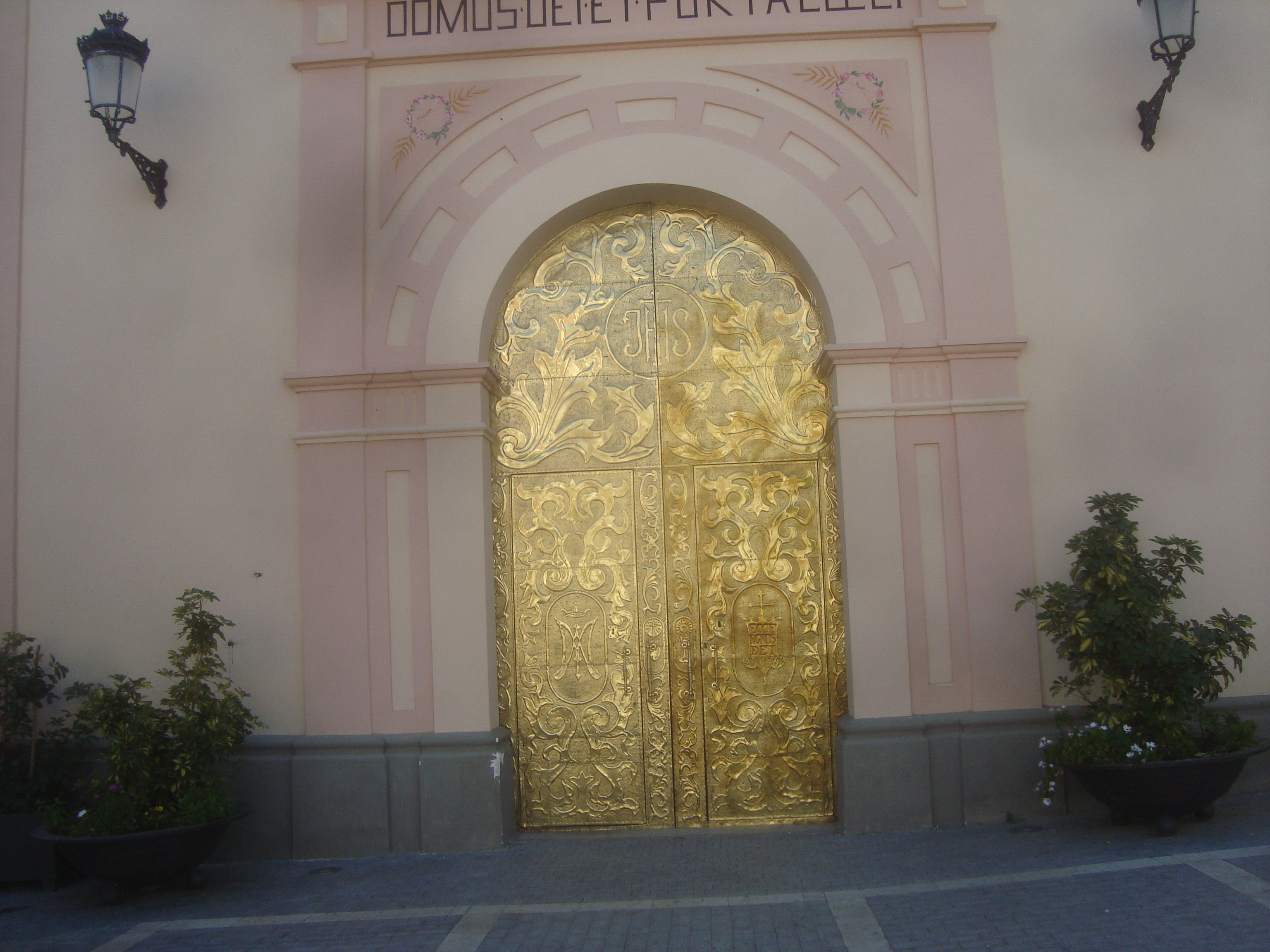
Magnífica puerta dorada de la iglesia parroquial de San Juan Bautista de Artana.

El repujado en metales se limita principalmente al trabajo de materiales blandos como aluminio, latón, bronce, estaño, oro o plata. 
Se considera una de las artes menores (útiles), en especial de la rama de las artesanías y agricultura.
Se realiza trabajando con buriles de diferentes tamaños y formas desde el envés de la pieza, dispuesta sobre una superficie blanda que permita la progresiva deformación de la superficie trabajada. De esta forma, el artesano trabaja en "negativo", hundiendo más aquellas zonas que deben tener mayor relieve por el lado contrario.
Los detalles finales del relieve se obtienen trabajando en el lado frontal de la pieza, perfilando este con buriles más finos para obtener una mayor definición.
El paso final consiste en reforzar la pieza para evitar que el relieve conseguido pueda deformarse con su uso posterior. Dependiendo de la naturaleza del material trabajado, esto puede obtenerse endureciendo la pieza o rellenando el hueco posterior con un material maleable como cera, yeso o alguna goma que al secar sea lo suficientemente dura para impedir la deformación del relieve.

### Otras características

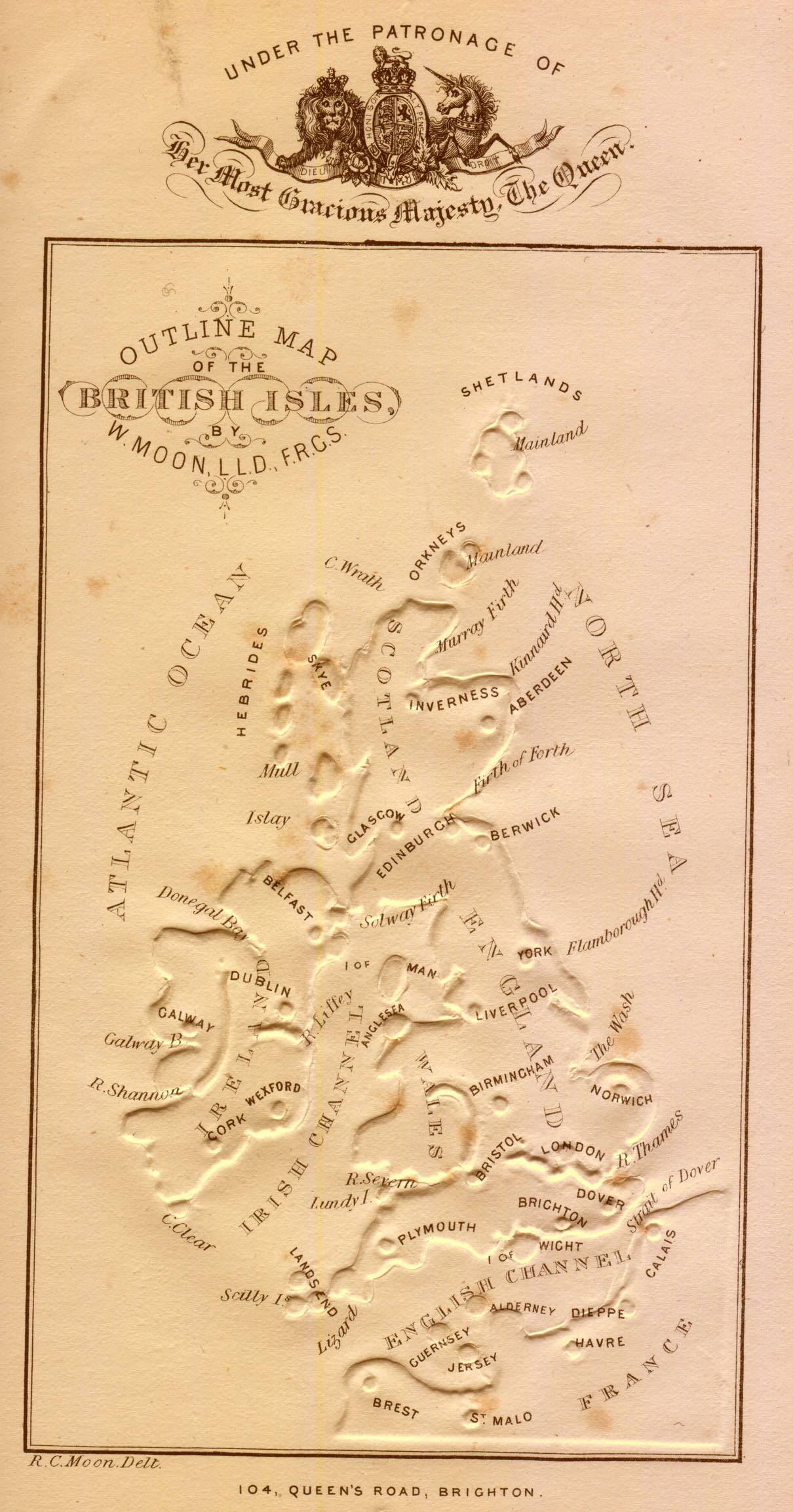
Cartulina repujada.

- Se realiza a temperatura ambiente y elevada.
- Se utiliza para obtener piezas solo de revolución.
- Suplanta al embutido. Es un 90% más barato en pequeñas producciones.
- Tiene una terminación imperfecta
- Es utilizado para bajas series. Aluminio, 3 mm de espesor. Acero hasta 4 décimas.
- Hay elevación de la temperatura por la fricción.
- La matriz generalmente es de madera.
- No tiene espesor constante.
- Son más sencillas las piezas con grandes radios. No se puede hacer algo cuadrangular.
- Si la matriz es muy curva, se realiza un pre-estampado.
- La chapa se vincula con un tornillo a la matriz. La misma queda con el agujero.
- Tiene que ser sobre una superficie blanda (un paño o un cartón).

## Repujado del cuero

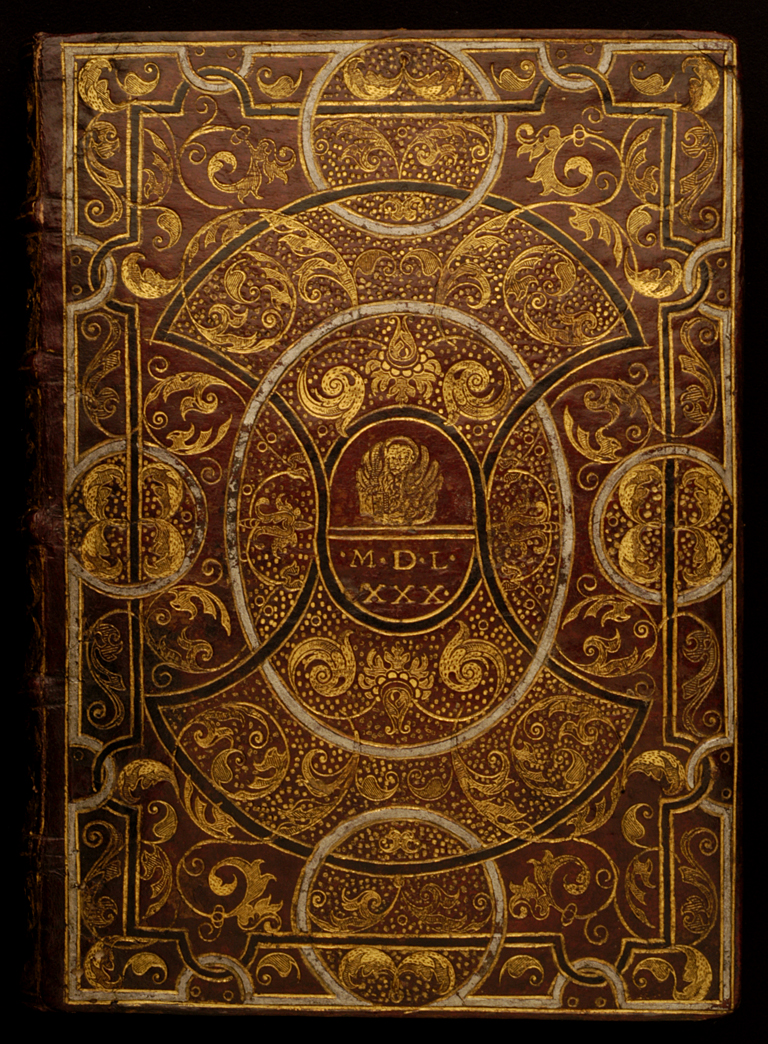
Cuero repujado. Portada de un Libro. Niccolo Da Ponte.

El repujado del cuero es un arte practicado en la España musulmana y que más tarde fue restaurado por el alemán Clauson Kaas. 
Este repujado se practica a mano. El cuero ha de trabajarse por las dos caras. En una de ellas se dibuja, y luego se repuja por la otra, al reverso. Se emplea el repujado en cuero para tapas de encuadernaciones de lujo, carteras, marcos para retratos, asientos y respaldos de sillas, biombos, etc., con decoraciones a gusto del artífice, ya doradas, ya coloridas, pirograbadas con aplicaciones de metal y esmaltes y demás combinaciones.